# 泰瑞尔 (艾奥瓦州)
泰瑞爾（英語：Terril）是一個位於美國愛荷華州迪金森縣的城市。

## 地理
泰瑞爾的座標為43°18′20″N 94°58′17″W / 43.30556°N 94.97139°W，而該地的平均海拔高度為437米（即1434英尺）。

## 人口
根據2010年美國人口普查的數據，泰瑞爾的面積為1.42平方千米，當中陸地面積為1.42平方千米，而水域面積為0.00平方千米。當地共有人口367人，而人口密度為每平方千米258人。